# آشپزی آفریقای جنوبی

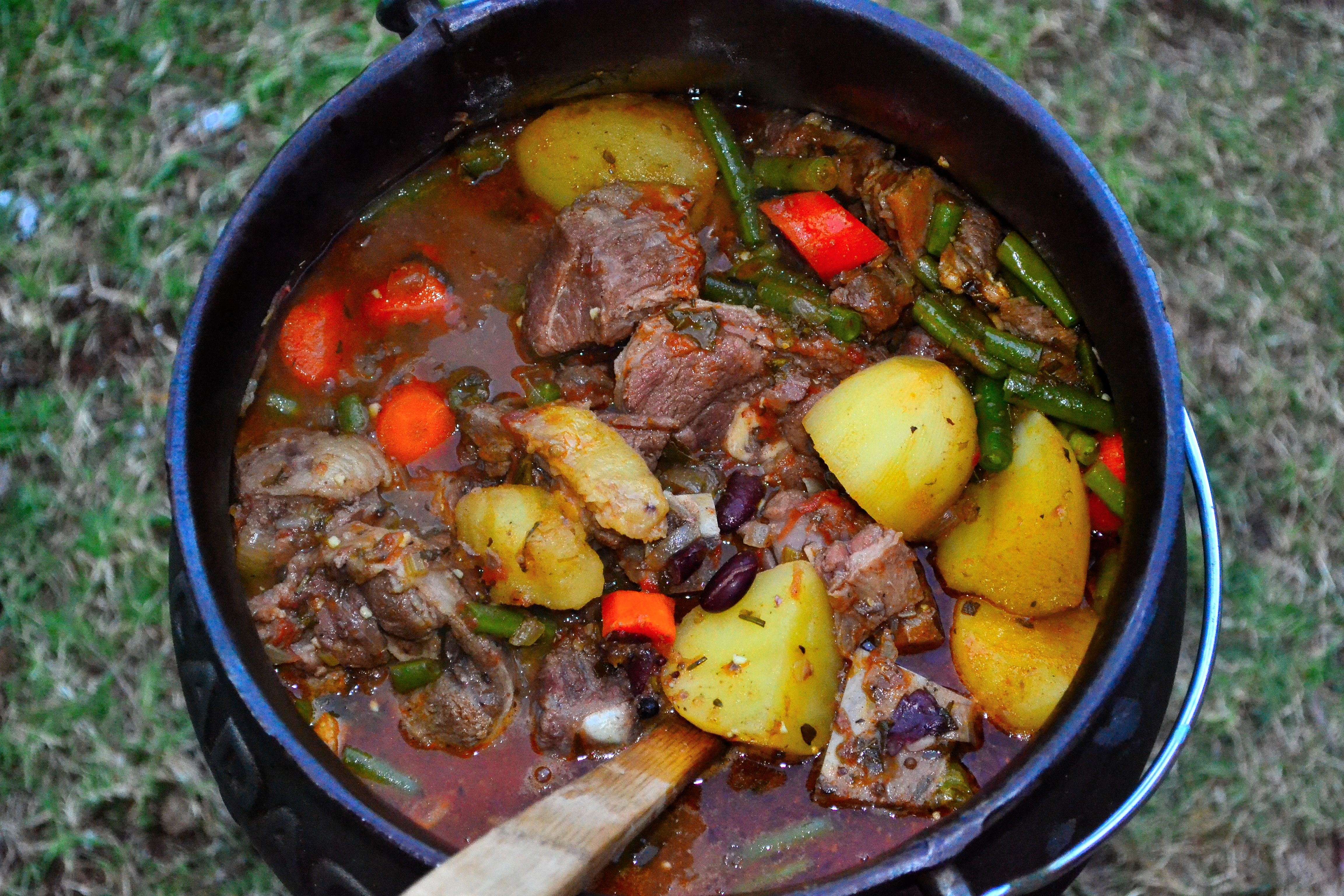
پوکیکاس

آشپزی آفریقای جنوبی (انگلیسی: South African cuisine) بازتاب دهنده طیف متنوع سنتهای پخت و پز نمایان شده توسط جوامع مختلفی که در کشور سکونت گزیده بودند، می‌باشد. در بین مردمان بومی آفریقای جنوبی، خویسان پیش از ۳۰۰ گونه از گیاهان خوراکی، همچون بنشن بوته چای سرخ، که ارزش پخت و پز آن با تأثیر برجسته روی آشپزی آفریقای جنوبی تداوم دارد، را با حستجویی که انجام دادند، پیدا کردند. مواجه بعدی با دامداران بانتو، ظهور محصولات زراعی و حیوانات اهلی را تسهیل کرد، که مکمل روشهای سنتی نگهداری گوشت خویسان بود.